# Смолёвка зелёноцветковая
Смолёвка зелёноцветковая, или Смолёвка зелёноцветная (лат. Silene chlorantha) — вид многолетних травянистых растений семейства Гвоздичные (Caryophyllaceae).

## Ботаническое описание
Многолетнее травянистое растение с прямым голым одиночным стеблем (20)30–60(80) см высотой. Подземные ползучие побеги отсутствуют.
Нижние прикорневые листья ланцетовидные, до 9 см длиной и 4–9 мм шириной, суженые в длинный черешок, кончик заострённый, края шероховатые (с шипиками). Стеблевые листья более мелкие, линейные или линейно-ланцетовидные, по краю мелкопильчатые.
Цветки поникающие или наклоненные, собраны в узкие односторонние кистевидные метёлки с прижатыми или направленными косо вверх ответвлениями, на каждом из которых обычно по 3 цветка, реже от 1 до многих. Соцветия составляют до половины длины стебля, сизовато-зелёной окраски. Цветоножки по длине превосходят чашечку. Прицветники яйцевидно-ланцетовидные, плёнчатые, по краям реснитчатые. Чашечка трубчатая, 9–12 мм длиной и 2–3 мм шириной, голая, зубцы тупые. Лепестки с привенчиком, зеленовато-желтоватые, в 1,5 раза длиннее чашечки, пластинка рассечена на линейные доли практически до основания, ноготки голые. В вечернее время цветки издают слабый аромат, напоминающий запах орхидеи умеренного пояса Любки.
Плод — коробочка яйцевидной формы, около 8 × 4 мм на почти голом коротком карпофоре.
Число хромосом 2n = 24.

## Распространение и экология
Преимущественно европейско-сибирский вид. Природный ареал охватывает восточную часть средней Европы, Средиземноморье, Среднюю Азию. В России встречается в Европейской части, на Кавказе, Восточной и Западной Сибири. Вид включен в ботанический атлас растений Ленинградской области.
Встречается в луговых степях, в разреженных борах, на опушках, на песчаных и каменистых склонах, выходах мела и известняка, на залежах.

## Охранный статус
Вид включен в Красную книгу Московской области. Статус — 2-я категория, сокращающийся в численности.

## Классификация

### Таксономия
Silene chlorantha Ehrh., 1792, Beitr. Naturk. 7: 144
Вид Смолёвка зелёноцветковая относится к роду Смолёвка (Silene) семейства Гвоздичные (Caryophyllaceae) порядка Гвоздичноцветные (Caryophyllales). Кладограмма в соответствии с Системой APG IV по состоянию на декабрь 2023 года:
|  |                                      |  |                                   |                                   |                      |  | ещё 40 семейств | ещё 40 семейств |                          |  |  |  | еще 485 подтвержденных видов и 1 143 вида, ожидающих подтверждения |
|  |                                      |  |                                   |                                   |                      |  | ещё 40 семейств | ещё 40 семейств |                          |  |  |  | еще 485 подтвержденных видов и 1 143 вида, ожидающих подтверждения |
|  |                                      |  |                                   | порядок Гвоздичноцветные          |                      |  |                 |                 | род Смолёвка             |  |  |  |                                                                    |
|  |                                      |  |                                   | порядок Гвоздичноцветные          |                      |  |                 |                 | род Смолёвка             |  |  |  |                                                                    |
|  | отдел Цветковые, или Покрытосеменные |  |                                   |                                   | семейство Гвоздичные |  |                 |                 | Смолёвка зелёноцветковая |  |  |  |                                                                    |
|  | отдел Цветковые, или Покрытосеменные |  |                                   |                                   | семейство Гвоздичные |  |                 |                 |                          |  |  |  |                                                                    |
|  |                                      |  | ещё 63 порядка цветковых растений | ещё 63 порядка цветковых растений |                      |  |                 | еще 97 родов    | еще 97 родов             |  |  |  |                                                                    |
|  |                                      |  |                                   | ещё 63 порядка цветковых растений |                      |  |                 |                 | еще 97 родов             |  |  |  |                                                                    |